# 蒂馬尼夫卡 (圖利欽區)
48°34′12″N 28°50′3″E / 48.57000°N 28.83417°E
季馬尼夫卡（烏克蘭語：Тиманівка）是位於烏克蘭西南部文尼察州圖利欽區的村莊，始建於1606年，面積4.98平方公里，海拔高度252米，2001年人口1,942，人口密度每平方公里389.96人。